# Чесночница Палласа
Чесночница Палласа (лат. Pelobates vespertinus) — вид бесхвостых земноводных семейства чесночницы. Распространён в Восточной Европе и Западной Сибири. Ранее рассматривался как восточная форма обыкновенной чесночницы, от которой отличается генетически. Названа в честь Петра Симона Палласа, описавшего этот вид.

## Внешний вид
Внешне крайне схожа с обыкновенной чесночницей, к которой наиболее близка генетически, являясь криптическим видом. Взрослые особи достигают длины тела от 2,9 до 6,1 см (в среднем 4,8—4,9 см). Половой диморфизм не выражен. Голова с выпуклым лбом. Пяточный бугор лопатовидной формы. Окраска разнообразная — от серой до желтоватой или коричневатой. Некоторые особи могут быть красноватыми. На спине могут присутствовать красные точки. В отличие от обыкновенной чесночницы, у большинства особей этого вида на спине имеются три продольные светлые полосы, а меж глаз проходит тёмная полоса.

## Распространение
Распространена в Восточной Европе, в том числе в Крыму, Западной Сибири и Казахстане, а также вдоль реки Урал на высоте до 830 м над уровнем моря. На западе ареал ограничен областью распространения обыкновенной чесночницы. Известно, что граница между ареалами этих видов проходит от восточной Украины до Курской области, однако более северные районы её распространения и контакта с обыкновенной чесночницей изучены недостаточно. Южная граница распространения проходит от побережья Азовского моря через Северный Кавказ до Дагестана, где она обитает симпатрично с сирийской чесночницей. 
На юго-восток доходит до пустынь Прикаспийской низменности, проникая в них по долинам рек Большой и Малый Узень, Кушум и Урал. Известна из низовий рек Иргиз и Тургай. К северу от них распространена анклавами, доходя до той же широты, что и в европейской части ареала. Восточная граница распространения этого вида предположительно связана с нулевой изотермой промерзания почвы, в которую чесночница зарывается на зиму.

## Образ жизни
Ведёт скрытный образ жизни. Активна ночью. Днём зарывается в почву на глубину до нескольких десятков сантиметров. В почву зарывается задом. Зимует в вырытых камерах под землёй. Размножается под водой. Брачные крики самцов тихие и глухие.